# Shawforth
Shawforth – wieś w Anglii, w hrabstwie Lancashire, w dystrykcie Rossendale. Leży 25 km na północ od miasta Manchester i 278 km na północny zachód od Londynu.